# Kristin Harila
Kristin Harila (née en 1986 à Vestre Jakobselv, municipalité de Vadsø) est une alpiniste samie et norvégienne et ancienne skieuse de fond. En 2022-2023, elle établit plusieurs records de vitesse pour l'ascension avec oxygène des 14 sommets de plus de huit mille mètres,.

## Carrière d'escalade
En mai 2021, elle établit un record du monde de double en-tête le plus rapide des huit mille supérieurs par une femme[pas clair] devenant la femme la plus rapide à gravir le mont Everest et le Lhotse en moins de douze heures. Le 22 mai 2022, elle bat son propre record en passant du sommet de l'Everest au sommet du Lhotse en 9 heures 5 minutes. Son succès l'inspire à se lancer en 2022 dans un nouveau défi, "Bremont 14 Peaks", et à devenir la première femme de l'histoire, et la deuxième personne après Nirmal Purja, à gravir les 14 sommets de huit mille mètres en 6 mois. Elle échoue à battre le record de Purja avec deux sommets manquants, parce que les Chinois lui refusent les permis d'ascension du Cho Oyu et du Shishapangma.
Le 3 mai 2023, Harila atteint son objectif en gravissant le Cho Oyu, après 1 an et 5 jours, ce qui est un record du monde d'ascension la plus rapide des 14 sommets de plus de 8 000 m, quel que soit le sexe,.
Le 27 juillet 2023, Harila et Tenjen Sherpa établissent un nouveau record en atteignant les 14 sommets de plus de 8 000 m en seulement 92 jours,,. Durant le processus, Harila et Sherpa battent plusieurs autres records, dont 26 sommets de huit mille mètres en 1 an et 3 mois et aussi les ascensions les plus rapides de l'Everest et du Lhotse par une femme, en 8 heures,,,.
Son exploit est toutefois entaché par une polémique et des accusations portées envers elle et son équipe par d'autres alpinistes présents sur place puisque des images filmées par drone la montrent avoir enjambé le sherpa pakistanais Mohammed Hassan, en train de mourir. De son côté, Harila se défend et affirme avoir aidé l'homme.

## Autres activités
En tant que skieuse de fond, elle a réussi à se classer 24e et 25e aux championnats de Norvège en 2006. Elle a représenté le club IL Polarstjernen.

## Ascensions de sommets

### 2015
- Mont Kilimandjaro, Tanzanie, 5 895 m [18]

### 2019
- Putha Hiunchuli, Népal, 7 246 m [18] – 4 octobre 2019 [19]
- Lobuche Est, Népal, 6 119 m [18]

### 2020
- Aconcagua, Argentine, 6 961 m [18]
- Co Adolfo Calle, Argentine, 4 270 m [18]
- Pico Vallecitos, Argentine, 5 370 m [18]

### 2021
- Mont Everest, Népal. 8 848 m – 23 mai 2021 [18],[20]
- Lhotse, Népal. 8 516 m - 23 mai 2021 - Record du monde de la femme la plus rapide au sommet de l'Everest et du Lhotse, 12 heures[3],[18],[21].
- Ama Dablam, Népal, 6 812 m [18] – 28 octobre 2021 [22]
- Island Peak, Népal, 6 165 m [18]

### 2022
- Annapurna I - 28 avril 2022[23].
- Dhaulagiri I - 8 mai 2022[24].
- Kanchenjunga – 14 mai 2022[25].
- Mont Everest – 22 mai 2022[26].
- Lhotse - 22 mai 2022 - Record du monde de la femme la plus rapide au sommet de l'Everest et du Lhotse, 9 heures et 5 minutes[3],[27].
- Makalu – 27 mai 2022[28],[29].
- Nanga Parbat – 1er juillet 2022.
- K2 – 22 juillet 2022[30].
- Broad Peak - 28 juillet 2022.
- Gasherbrum II – 8 août 2022.
- Gasherbrum I – 11 août 2022.
- Manaslu – 22 septembre 2022[31],[32].

### 2023
- Shishapangma – 26 avril 2023[33].
- Cho Oyu – 3 mai 2023[4]
- Makalu – 13 mai 2023[34],[35]
- Kangchenjunga – 18 mai 2023[36],[37]
- Everest – 23 mai 2023[38]
- Lhotse - 23 mai 2023 – record du monde de la femme la plus rapide au sommet de l'Everest et du Lhotse en 8 heures[38]
- Dhaulagiri – 29 mai 2023[39]
- Annapurna – 5 juin 2023[40],[41]
- Manaslu – 10 juin 2023[12],[42]
- Nanga Parbat – 26 juin 2023[43]
- Gasherbrum II – 15 juillet 2023[44]
- Gasherbrum I - 18 juillet 2023[45],[46]
- Broad Peak - 23 juillet 2023[47]
- K2 – 27 juillet 2023[6],[8]